# ランス・ティンゲイ
ランス・ティンゲイ（Lance Tingay, 1915年7月15日 - 1990年3月10日）は、イギリス・ロンドン出身のテニスジャーナリストである。1952年から1980年までロンドンの「デイリー・テレグラフ」紙のテニス記者を務めた人で、広範な知識を備えたテニス競技の歴史家として知られる。
ティンゲイは1932年、17歳の時に初めてウィンブルドン選手権の会場を訪れ、それ以来1日も欠かさず選手権の試合観戦を続けたという。彼は1952年から「デイリー・テレグラフ」紙のテニス担当記者に就任し、ほぼ40年間にわたって世界各地のテニスを取材した。広範囲にわたる正確な歴史的知識のみならず、彼は世界各国の同僚ジャーナリストたちや選手たちと友好的な協力関係を築いた。国際テニス殿堂評伝執筆者のバド・コリンズによれば、ティンゲイは「原稿の締め切りぎりぎりまでタイプライターに向かっている時も、いつもユーモアのセンスを絶やさない」人だったという。
ランス・ティンゲイは生涯を通じて、『ワールド・オブ・テニス』（World of Tennis）などのテニス年鑑でも監修を務め、テニスの歴史的資料の蓄積に計り知れない貢献をした。長期間に及ぶ献身的な著述活動の功績を認められ、1982年に「ジャーナリスト」部門で国際テニス殿堂入りを果たす。イギリス人ジャーナリストの国際テニス殿堂入りは史上初で、ジャーナリスト部門での殿堂入りは史上4人目となった。それから8年後の1990年3月10日、ティンゲイは故郷のロンドンにて74歳で死去した。

## 主な著書
- History of Lawn Tennis in Pictures （ローンテニス：写真による歴史） Tom Stacey Ltd., London (1973) ISBN 0854684476 / ISBN 978-0854684472
- Tennis: A Pictorial History （テニス：図解による歴史） G. P. Putnam's Sons, New York (1973) SBN 399-11192-1　［アリソン・ダンジグによる序文つき］
- 100 Years of Wimbledon （ウィンブルドンの100年史） Guinness Superlatives Ltd., London (1977) ISBN 0-900424-71-0
- Royalty and Lawn Tennis （王室とローンテニス） Wimbledon Lawn Tennis Museum, London (1977) ISBN 0906741025 / ISBN 978-0906741023
- The Guinness Book of Tennis: Facts and Feats （テニスのギネスブック：事実と偉業集） Guinness Superlatives Ltd., London (1983) ISBN 0-85112-268-X